# Alles ist gut
Alles ist gut ist ein deutsches Filmdrama von Eva Trobisch, das am 1. Juli 2018 im Rahmen des Filmfest München seine Premiere feierte und am 27. September 2018 in die deutschen Kinos kam.

## Handlung
Martin, der Schwager ihres neuen Chefs, vergewaltigt Janne. Sie will den Vorfall verheimlichen und lässt alles erstmal seinen gewohnten Gang gehen. Auch ihrem Freund Piet sagt Janne nichts davon. Tagtäglich begegnet sie ihrem Vergewaltiger wieder, weil sie im selben Büro arbeiten. Obwohl sie scheinbar ihr Leben unter Kontrolle hat, weicht ihr Schweigen einer stillen Ohnmacht.

## Produktion
Regie führte Eva Trobisch, die auch das Drehbuch schrieb. Es handelt sich bei Alles ist gut um Trobischs Regie- und Drehbuchdebüt bei einem Spielfilm und um ihren Diplomfilm an der Hochschule für Fernsehen und Film München.
Vom FilmFernsehFonds Bayern erhielt sie für ihren Abschlussfilm eine Nachwuchsförderung in Höhe von 185.000 Euro und eine Verleihförderung in Höhe von 30.000 Euro.
Die Dreharbeiten wurden am 28. Juli 2017 begonnen. Zu den Drehorten zählen München, Putzbrunn, wo im August 2017 gedreht wurde, so im Wirtshaus des Biergartens „Rothmeyer’s Zur Einkehr“, Taufkirchen und Grünwald. Am 15. September 2017 wurden die Arbeiten nach 30 Drehtagen beendet.
Der Film wurde am 1. Juli 2018 im Rahmen des Filmfest München in der Reihe „Neues deutsches Kino“ erstmals aufgeführt. Im August 2018 erfolgte eine Vorstellung beim Locarno Festival. Im Rahmen des Festivals sicherte sich Films Boutique die internationalen Vertriebsrechte. Am 27. September 2018 kam der Film in die deutschen Kinos. Im September 2018 wurde der Film auch auf der Filmkunstmesse Leipzig gezeigt. Im Oktober 2018 erfolgte eine Vorstellung beim Hamptons International Film Festival. Anfang November 2018 wurde er im Rahmen der Viennale gezeigt. Am 17. Januar 2019 kam er in die Schweizer Kinos. Am 6. Juni 2019 wurde der Film in den USA in das Programm von Netflix aufgenommen.

## Rezeption

### Kritiken
Marius Nobach vom Filmdienst erklärt, sorgfältig in Aufbau wie Dialogen und mit überraschenden, gut dosierten Momenten des Humors, leuchte der Film die Verdrängungsstrategien aus, den Konflikt zwischen äußerer Fassade und innerlicher Aufwühlung und die wachsende Erkenntnis, welche lebenslangen seelischen Folgen der sexuelle Übergriff haben wird.
Knut Elstermann von MDR Kultur meint, das herausragende Debüt der Regisseurin Eva Trobisch porträtiere eine Frau, die nicht Opfer sein und sich nicht von der Außenwelt bestimmen lassen will. Den hohen Preis, den Janne dafür zahlt, zeige der eindringliche Film, ohne dass er je benannt wird.
Alexandra Seitz von epd film erklärt, dieses Opfer wolle jedoch kein Opfer sein, sondern die gestandene, starke, berufstätige Frau bleiben, die sie ist. Janne wolle die erlittene Gewalttat „nicht zum Problem werden lassen“ und wende eine Verdrängungsstrategie an, die sich als zunehmend unpraktikabel erweist, so Seitz. Ihre Rigidität übertrage sich hierbei geradezu körperlich auf die Zuschauer: „Das ist natürlich alles andere als im herkömmlichen Sinne unterhaltsam, bietet aber profunde Gedanken über die möglichen Zusammenhänge zwischen Schweigen und Gewalt in einem ökonomisch kontextualisierten Geschlechterverhältnis.“
Anna Wollner von NDR Kultur meint: „Ein Film, der erschreckend nüchtern erzählt und inszeniert ist, der vor #MeToo geschrieben und gedreht wurde – und doch die Debatte auf den Punkt bringt.“
Guy Lodge von Variety erklärt, Trobisch zeichne ein vorbehaltloses Porträt dieses nicht verarbeiteten Traumas, und dieses sei von tiefem Mitgefühl für seine vernarbte weibliche Protagonistin geprägt, beziehe aber dennoch Stellung gegenüber der selbstzerstörerischen Irrationalität ihres Verhaltens.
Boyd van Hoeij von The Hollywood Reporter meint, obwohl Eva Trobisch mit Alles ist gut ihr Spielfilmdebüt gab, sei dies bereits ein vollständig ausgereifter Film, der deutlich besser sei als das Werk vieler erfahrener Regisseure.

### Auszeichnungen
Der Film stand auf der Auswahlliste für den Europäischen Filmpreis 2019. Im Folgenden weitere Auszeichnungen und Nominierungen.
Deutscher Filmpreis 2019
- Nominierung in der Kategorie Beste weibliche Hauptrolle (Aenne Schwarz)[20]

Emder Drehbuchpreis 2017
- Nominierung (Eva Trobisch)

Fernsehfilmfestival Baden-Baden 2018
- Nominierung für den MFG-Star Baden-Baden (Eva Trobisch)[21]

Festival international du film de Marrakech
- Auszeichnung als Beste Darstellerin (Aenne Schwarz)[22]

Filmfest München 2018
- Auszeichnung mit dem Förderpreis Neues Deutsches Kino als Beste Nachwuchsregisseurin (Eva Trobisch)
- Auszeichnung mit dem Förderpreis Neues Deutsches Kino als Beste Nachwuchsschauspielerin (Aenne Schwarz)
- Auszeichnung mit dem FIPRESCI-Preis (Eva Trobisch)

First Steps 2019
- Nominierung in der Kategorie Abendfüllender Spielfilm (Eva Trobisch)
- Nominierung für den NO FEAR Award für NachwuchsproduzentInnen (David Armati Lechner)

Hamptons International Film Festival 2018
- Auszeichnung mit dem Award for Best Narrative Feature (Eva Trobisch)[23]

Internationales Filmfestival Thessaloniki 2018
- Nominierung im offiziellen Wettbewerb
- Auszeichnung mit dem Special Jury Award – Silberner Alexander
- Auszeichnung als Beste Schauspielerin (Aenne Schwarz)[24][25]

Internationales Filmfestival von Stockholm 2018
- Nominierung als Bester Film (Eva Trobisch)
- Auszeichnung für die Beste Regie (Eva Trobisch)[26]

VGF-Nachwuchsproduzentenpreis 2018
- Auszeichnung für Trini Götze und David Armati Lechner[27]

Locarno Festival 2018
- Nominierung in der Kategorie Concorso Cineasti del presente
- Auszeichnung mit dem Swatch First Feature Award (Preis für den besten Debütfilm)[28]

Preis der deutschen Filmkritik 2019
- Auszeichnung mit dem Kritikerpreis für das Beste Spielfilmdebüt (Eva Trobisch)
- Nominierung als Beste Darstellerin (Aenne Schwarz)
- Nominierung als Bester Darsteller (Hans Löw)[29][30]

Studio Hamburg Nachwuchspreis 2019
- Auszeichnung als Bester Film (Eva Trobisch)[31]